# Cosmosoma nettia
Cosmosoma nettia là một loài bướm đêm thuộc phân họ Arctiinae, họ Erebidae.